# MTV Europe Music Awards 2007

Logo der MTV Europe Music Awards 2007

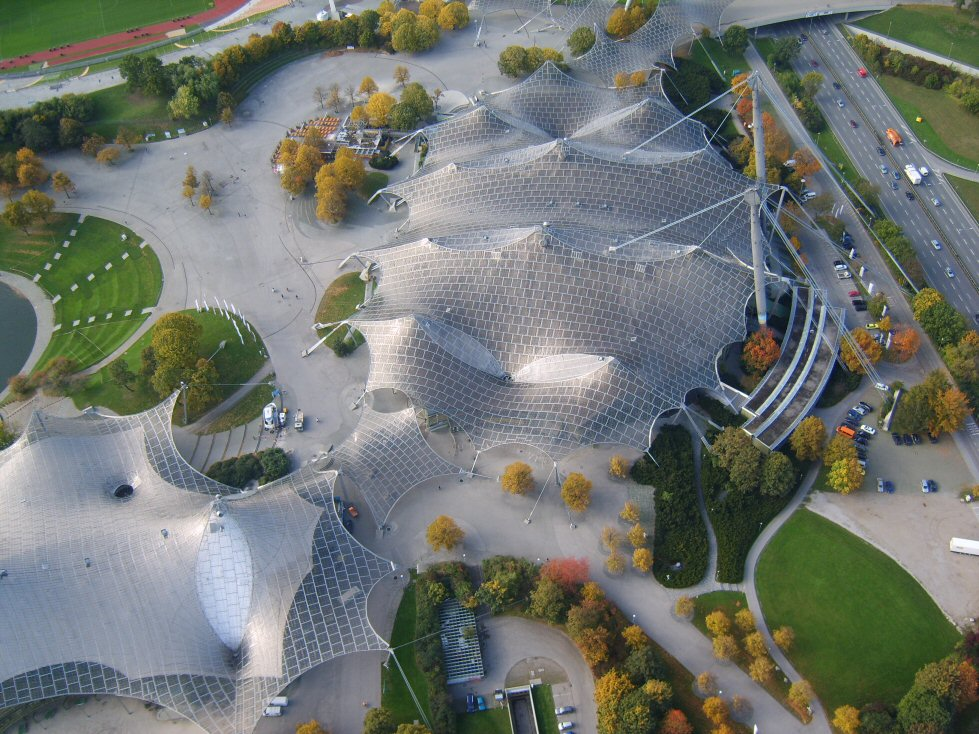
Der Austragungsort der Show: Die Olympiahalle in München

Die Verleihung der 14. Europe Music Awards des Musiksenders MTV hat am 1. November 2007 in der Olympiahalle München stattgefunden, also zum dritten Mal nach Berlin und Frankfurt am Main in Deutschland. Es war zugleich das letzte Großereignis, das in der Halle vor der Renovierung stattfand. Als weitere Bewerber um den Verleihungsort wurden neben Brüssel vor allem auch osteuropäische Städte wie Bukarest und Warschau gehandelt. Moderiert wurde die Verleihung von dem US-Rapper Snoop Dogg.

## Neues Wählsystem
Neben einer neuen Kategorie namens New Sound of Europe mit der ein Künstler oder eine Band aus Europa gekürt wird, gibt es in diesem Jahr auch ein neues Wählsystem. Die Zuschauer können erst aus bis zu 40 Künstlern je Kategorie ihren „Liebling“ bestimmen. Die fünf Künstler oder Bands mit den meisten Stimmen werden offiziell für die Verleihung nominiert. Nun beginnt die nächste Wahlrunde, in der der Kandidat mit den meisten Stimmen den Preis erhält. Zudem erhalten die Kategorien, ähnlich wie bei den MTV Video Music Awards, neue Namen. Neu ist auch die Kategorie Artist’s Choice, in der die Stars ihren Gewinner wählen.

## Präsentatoren
- Boris Becker
- Lily Cole
- Craig David
- Didier Drogba
- Nelly Furtado
- Dave Gahan
- Dave Grohl
- Lewis Hamilton
- Taylor Hawkins
- Jon Heder
- Killer Kela
- Jens Lehmann
- Jared Leto
- Benji Madden & Joel Madden
- Eva Padberg
- Franka Potente
- Kelly Rowland
- Samy Deluxe
- Joss Stone
- Michael Stipe
- Sun („China Wine“)
- Serj Tankian
- Paul van Dyk
- Wyclef Jean

## Awards
Die Gewinner in den jeweiligen Kategorien werden fett geschrieben dargestellt.

### Rock Out
- Linkin Park
- 30 Seconds to Mars
- Evanescence
- Fall Out Boy
- My Chemical Romance

### Ultimate Urban
- Justin Timberlake
- Gym Class Heroes
- Timbaland
- Beyoncé
- Kanye West
- Rihanna

### Band
- Linkin Park
- Tokio Hotel
- Fall Out Boy
- Good Charlotte
- My Chemical Romance

### Most Addictive Track
- Avril Lavigne – Girlfriend
- Rihanna – Umbrella
- Mika – Grace Kelly
- Amy Winehouse – Rehab
- Nelly Furtado – All Good Things (Come to an End)
- Beyoncé ft. Shakira – Beautiful Liar

### Headliner
- Arctic Monkeys
- Muse
- Beyoncé
- Foo Fighters
- Justin Timberlake

### Album
- Linkin Park – Minutes to Midnight
- Akon – Konvicted
- Avril Lavigne – The Best Damn Thing
- Nelly Furtado – Loose
- Amy Winehouse – Back to Black

### Solo
- Christina Aguilera
- Justin Timberlake
- Rihanna
- Nelly Furtado
- Mika
- Avril Lavigne

### Inter Act
- Tokio Hotel
- 30 Seconds to Mars
- Fall Out Boy
- Depeche Mode
- My Chemical Romance

### Video Star
wird von MTV gewählt
- Foo Fighters – The Pretender
- Justin Timberlake – What Goes Around...Comes Around
- Chemical Brothers – Salmon Dance
- Kanye West – Stronger
- Bat for Lashes – What’s a Girl to Do
- Justice – D.A.N.C.E.

### Artist’s Choice
- Amy Winehouse

### New Sounds of Europe Finalisten
- Firma
- Yakup
- Bedwetters

## Regionale Awards
Die Gewinner in den jeweiligen Kategorien werden fett geschrieben dargestellt.

### Deutschland
- Bushido
- Sido (freiwillig abgesagt)
- Beatsteaks
- Juli
- Sportfreunde Stiller

### Kroatien, Slowenien, Bosnien-Herzegowina, Serbien, Mazedonien, Montenegro („MTV Adria“)
- Hladno Pivo
- Siddharta
- Dubioza Kolektiv
- Van Gogh
- Jinx

### Baltikum
- The Sun
- Double Faced Eels
- Jurga
- Tribes of the City
- Skamp

### Dänemark
- Trentemøller
- Volbeat
- Nephew
- Suspekt
- Dúné

### Niederlande und Belgien
- Within Temptation
- Goose
- Tiësto
- Opgezwolle
- Gabriel Ríos

### Finnland
- Ari Koivunen
- Sunrise Avenue
- Negative
- Nightwish
- HIM

### Frankreich
- Justice
- Bob Sinclar
- Booba
- Soprano
- Fatal Bazooka

### Italien
- Zero Assoluto
- J-Ax
- Elisa
- Irene Grandi
- Negramaro

### Norwegen
- Karpe Diem
- El Axel
- Lilyjets
- Pleasure
- Aleksander With

### Polen
- Kasia Nosowska
- O.S.T.R.
- Monika Brodka
- Doda
- Ania Dąbrowska

### Portugal
- Da Weasel
- Fonzie
- Buraka Som Sistema
- Blasted Mechanism
- Sam The Kid

### Rumänien
- Alex
- Activ
- Simplu
- Andreea Banica
- DJ Project

### Russland
- Via Gra
- A'Studio
- MakSim
- Dima Bilan
- Sergey Lazarev

### Spanien
- Mala Rodriguez
- Violadores Del Verso
- El Sueño de Morfeo
- La Quinta Estación
- Dover

### Schweden
- Laakso
- Neverstore
- Timo Räisänen
- Those Dancing Days
- The Ark

### Türkei
- Sertab Erener
- Teoman Yakupoğlu
- Nil Karaibrahimgil
- Ceza
- Kenan Doğulu

### Großbritannien & Irland
- Muse
- Amy Winehouse
- Mark Ronson
- Klaxons
- Arctic Monkeys

### Afrika
- Dbanj

### Arabien
- Raschid al-Madsched

### Ungarn
- Ákos

### Ukraine
- Lama

## Performances
- Mika
- Foo Fighters
- My Chemical Romance
- Avril Lavigne
- will.i.am und Nicole Scherzinger (Duett)
- Tokio Hotel
- Babyshambles
- Amy Winehouse
- Bedwetters

## Kritik
Am 1. November ist das katholische Hochfest Allerheiligen, in Bayern ein gesetzlicher Feiertag. Das Gesetz über den Schutz der Sonn- und Feiertage des Freistaates bezeichnet im Artikel 3 dieses Fest als Stillen Tag. Absatz 2, Satz 1 des Artikels führt dabei aus: An den stillen Tagen sind öffentliche Unterhaltungsveranstaltungen nur dann erlaubt, wenn der diesen Tagen entsprechende ernste Charakter gewahrt ist.
Das Erzbistum München und Freising kritisiert daher die Genehmigung dieser Veranstaltung, da sie aus ihrer Sicht nicht hätte erteilt werden dürfen. Inzwischen beschäftigt sich auch das bayerische Innenministerium mit der Angelegenheit.